# 梶原将
梶原 将（かじわら すすむ）は、日本の生化学者、微生物学者。東京工業大学学長特別補佐。東京工業大学生命理工学院長、東京工業大学生命理工学院教授。文部科学省初の公募の官房審議官である。学位は博士（理学）（東京工業大学）。

## 経歴
出典。
- 1988年、東京工業大学工学部化学工学科卒業
- 1993年、東京工業大学大学院総合理工学研究科生命化学専攻博士課程修了、博士（理学）（東京工業大学）
- 1993年、キリンビール研究員
- 1995年、東京工業大学工学部助手
- 1998年、東京工業大学生命理工学部講師
- 2001年、東京工業大学大学院生命理工学研究科助教授
- 2003年、内閣府総合科学技術会議参事官補佐
- 2005年、東京工業大学学長特任補佐
- 2006年、オタゴ大学Visiting Research Fellow
- 2001年、東京工業大学大学院生命理工学研究科助教授（後に准教授）
- 2012年、東京工業大学学長補佐、東京工業大学大学院生命理工学研究科（後に生命理工学院）教授
- 2014年、日本生化学会関東支部支部長
- 2016年、東京工業大学生命理工学院副学院長
- 2018年、東京工業大学副学長（戦略構想） 、東邦大学医学部客員教授
- 2019年、文部科学省大臣官房審議官（科学技術・学術政策局担当）
- 2021年、東京工業大学学長特別補佐、東京工業大学生命理工学院教授
- 2022年、東京工業大学生命理工学院長、横浜市立大学教育研究審議会外部委員[4]、日本ASEAN友好協力50周年有識者会議委員[5]